# Filip (landgraf Hesji-Butzbach)
Filip (ur. 26 grudnia 1581 r. w Darmstadt, zm. 28 kwietnia 1643 r. w Butzbach) – landgraf Hesji-Butzbach od 1622 r.

## Życiorys
Filip był trzecim (a drugim spośród tych, którzy przeżyli ojca) synem landgrafa Hesji-Darmstadt Jerzego I Pobożnego i Magdaleny z Lippe. Jako młodszemu synowi przyznano mu początkowo wyłącznie uposażenie pieniężne. Później jednak jemu i młodszemu bratu Fryderykowi I przyznano niewielkie części księstwa, zmniejszając jednocześnie zasiłki pieniężne. Filip otrzymał heską część Butzbach, później stopniowo powiększał swoje księstewko. Po jego bezpotomnej śmierci całość jego ziem została przyłączona na powrót do Hesji-Darmstadt.
Otrzymał staranne wykształcenie, miał liczne artystyczne i naukowe zainteresowania. Znał wiele języków. Po pożarze w 1609 r. odbudował zamek w Butzbach, przy którym stworzył piękne ogrody. Zatrudniał znanych muzyków, m.in. Johanna Andreasa Herbsta. We Włoszech poznał Galileusza, Johannes Kepler odwiedzał Filipa w Butzbach. Zebrał obszerną bibliotekę oraz wiele instrumentów astronomicznych.
Był dwukrotnie żonaty. Pierwszą jego żoną była od 1610 r. Anna Małgorzata (1580–1629), córka Fryderyka II, hrabiego Diepholz. Drugą żoną była od 1632 r. Krystyna Zofia (1600–1658), córka Ennona III, hrabiego Fryzji Wschodniej. Nie miał żadnych dzieci. Został pochowany w kościele w Butzbach.